# Епархия Луэбо
Епархия Луэбо (лат. Dioecesis Lueboensis) — епархия Римско-Католической Церкви с центром в городе Луэбо, Демократическая Республика Конго. Епархия Луэбо входит в митрополию Кананги.

## История
25 апреля 1959 года Святой Престол учредил апостольский викариат Луэбо, выделив его из апостольского викариата Кананги (ныне — архиепархия Кананги).
10 ноября 1959 года апостольский викариат Луэбо был преобразован в епархию буллой Cum parvulum Римского Папы Иоанн XXIII.

## Ординарии епархии
- епископ Joseph Ngogi Nkongolo (1959 — 1966);
- епископ François Kabangu wa Mutela (1967 — 1987);
- епископ Emery Kabongo Kanundowi (1987 — 2003);1982-1987 Второй секретарь блаженного Иоанна Павла 2,
- епископ Pierre-Célestin Tshitoko Mamba (2006 — по настоящее время).